# Paolo Trubetskoj

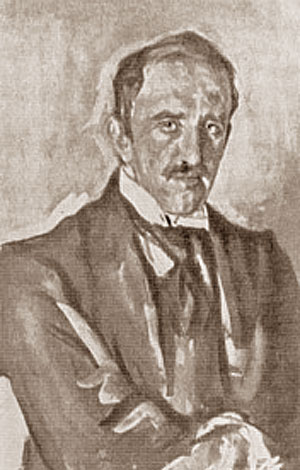
Paolo Trubetskoj.

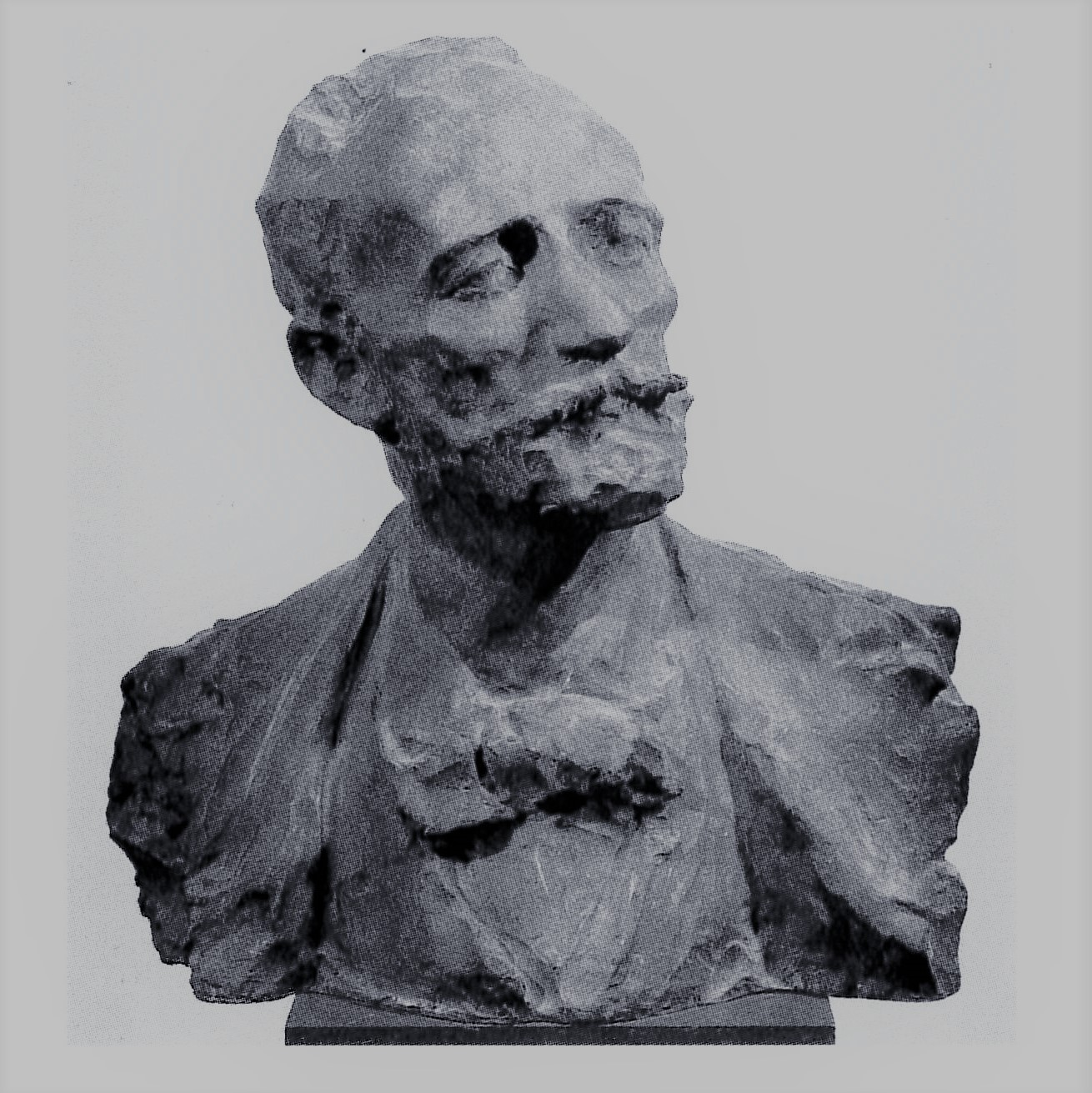
Francesco Filippini, Paolo Troubetzkoy, 1895

Pavel (Paolo) Petrovitj Trubetskoj (Paolo Troubetzkoy), (ryska: Павел Петрович Трубецкой), född 15 februari 1866 i Intra vid Lago Maggiore i Italien, död 12 februari 1938 i Pallanza, var en italiensk-rysk furste, bildhuggare och målare
Han var son till fursten Pjotr Trubetskoj och dennes amerikanska hustru. Han var gift första gången med Elin Sundström (1883–1927) och andra gången med Muriel Marie Boddam. Trubetskoj utbildade sig, mestadels som autodidakt, i Italien men fick en viss vägledning av skulptören Giuseppe Grandi. Han debuterade i en utställning i Venedig 1883 där hans konst uppmärksammades och blev omtalad i konstnärskretsar runt om i Europa senare ställde han bland annat i Milano. Den ryske tsaren anställde honom som lärare vid Moskvas konstakademi 1897 för att ge utbildningen influenser av den moderna västeuropeiska konsten och komma bort från den efterklassicistiska akademismen som ännu var förhärskande i Ryssland. Trubetskoj inledde genast en reformering av undervisningen och satte den ryska skulpturen i kontakt med de västerländska strömningarna. Han plockade bort momenten där eleverna tecknade av gipsavgjutningar och införde teckning efter levande modell. Resultatet blev att elevantalet minskades från 50 till tre elever på ett år. Vid konstutställningen i Paris 1900 där han ingick i den ryska utställningsgruppen  kom han i kontakt med den svenske utställningskommissarien Anders Zorn och ett livslångt vänskapsförhållande utvecklades som resulterade i att Trubetskoj senare besökte Sverige där han bland annat deltog som tävlande i de Olympiska sommarspelen och besökte sin svenska frus släktingar. Han lämnade Ryssland 1906 och var därefter verksam i Paris, USA och Italien. 
Trubetskoj var en av de främsta representanterna för vad man kan kalla impressionistisk skulptur. Typiska för hans uppfattning och behandlingssätt, där ljusets spel på formerna i betydlig grad bidrar till avsedd verkan, är hans små statyetter och grupper av moderna damer eller barn, små flickor med hundar och dylikt, även mansstatyetter (bland andra Auguste Rodin), djur, ryttarbilder (Lev Tolstoj till häst), genreskulptur som Tolstoj bakom plogen och den högst originella framställningen av en kusk, som väntar i snöslask med häst och vagn. 
Paolo Trubetskoj utförde även kraftfulla porträttbyster (Tolstoj, furst Golitsyn), självporträtt och  Giovanni Segantini, djurskulpturer och byster av samtida berömda personer. 
Bland hans större arbeten är staty av general Luigi Cadorna och Alexander III:s ryttarstaty i Sankt Petersburg (1909), den sistnämnde genomförd med monumental styrka och fasthet. Han utförde även målade och tecknade porträtt av Anatole France, George Bernard Shaw, Giacomo Puccini och Anders Zorn. Trubetskoj är representerad vid bland annat Zornmuseet i Mora, Nationalmuseum, Musée du Luxembourg i Paris, J. Paul Getty Museum och ett flertal större museer i Ryssland, Europa och USA.